# 武藤舜秀
武藤舜秀（？—1579年），是日本戰國時代的武將。織田氏家臣，出身有尾張國、若狹國兩種說法，在元龜年間成為織田信長的家臣。

## 經歷
武藤舜秀何時出仕織田信長現今並無確實記載，有他出身尾張國及出自若狹國豪族武藤氏旁支兩種說法，在天正2年（1574年）實作擔任馬寄城（今愛知縣一宮市今伊勢町）城主和羽柴秀吉、丹羽長秀、不破光治等人為討伐越前國蜂起的一向一揆被織田信長派往敦賀城防備。
天正3年（1575年），武藤舜秀招降一向一揆方杉津砦的守將堀江景忠，並加入消滅一向一揆的作戰，戰後因功加封敦賀一郡，
並且和羽柴秀吉、明智光秀、稻葉一鐵、細川藤孝、万見重元等人攻入加賀國，奪下偏南的能美、江沼兩郡。在內政方面，武藤舜秀對新領地發出命令逮捕違亂者恢復治安，並且允許川船眾如往進行買賣。
天正5年（1577年）時參加紀州征伐、天正6年（1578年）支援羽柴秀吉進攻播磨國的神吉城，在荒木村重背叛後加入織田信忠的軍勢攻打伊丹城，隻身斬殺四名敵兵，在城池週遭放火，同時被派在付城古屋野城參予圍城，卻在隔年於陣中病亡。

## 逸話
1. 在越前國裡，武藤舜秀是唯一未服膺於柴田勝家的織田方大名，反而如瀧川一益或丹羽長秀獨力率領兵士四處支援戰場。
2. 武藤舜秀兵法超群，發生戰事時織田信長常會讓舜秀先發言。（『武家事紀』）
3. 手取川之戰後，向織田信長報告的書狀裡，署名順序為柴田勝家、丹羽長秀、瀧川一益和武藤舜秀，可見武藤舜秀的地位比同時出陣的美濃三人眾還高。（『宮川文書』）